# Euroquarz
Euroquarz ist ein deutscher Quarzsand-Hersteller mit Sitz in Dorsten, Nordrhein-Westfalen. Neben Quarzsand werden auch Quarzkiese abgebaut und Quarzmehl sowie gefärbte Quarzkörnungen produziert. Ein anderer Tätigkeitsschwerpunkt ist die Herstellung von speziellen Trockenmörtel und Trockenbetonen wie Vergussmörtel, Trinkwassermörtel und Spezialprodukte für die Energieindustrie (z. B. wärmespeichernde Betone) in Lohnarbeit. Seit 2010 ist das Unternehmen im Besitz der Possehl-Gruppe.
Das Unternehmen besitzt Werke in Salzbergen, Hünxe, Dorsten, Laußnitz.

## Historie
Am 1. Dezember 1897 wurde die Westfälische Sand- und Thonwerke als Gesellschaft mit beschränkter Haftung in Dorsten von dem Dorstener Bankier Franz Josef de Weldige-Cremer, dem Gahlener Fabrikanten Gustav Adolf Müller und seinem Sohn Hermann Müller gegründet. Geschäftsführer war Bernhard Holtfort,  der das Werk Gahlen-Hardt, heute Dorsten-Hardt, errichtete. Im Jahre 1907 traten August Hompel aus Recklinghausen mit seinem Sohn Rudolf und später Konsul Bernhard Drerup aus Münster in die Gesellschaft ein. Am 22. Juni 1939 wurde die GmbH in eine KG mit der Firma Westfälische Sand- und Tonwerke Dr. Müller & Co. umgewandelt.
Am 16. Mai 1956 wurde die Westdeutsche Quarzwerke Dr. Müller GmbH aus Mitteln der Westfälischen Sand- und Tonwerke gegründet. Der Name Westdeutsche Quarzwerke wurde gewählt, weil das Unternehmen mehrere Sand- und Kieswerke auch außerhalb von Westfalen errichtet hatte: Neuenkirchen bei Rheine (1935), Haddorf (1937), Holdorf (1949), Haltern (1950), Kerpen-Horrem (1960). Die Westdeutsche Quarzwerke Dr. Müller GmbH führte  die Geschäfte der 1897 gegründeten Westfälischen Sand- und Thonwerke fort.
Am 27. Februar 1970 haben die Westdeutschen Quarzwerke die Sigrano Nederland N.V. mit Sitz im niederländischen Heerlen gegründet und dort ein Quarzwerk mit Mahlanlage errichtet. 1996 erwarb Sigrano die Quarzwerke Lieben Minerals B.V. mit Sitz im niederländischen Maastricht und übernahm den Vertrieb der im Werk Maastricht aufbereiteten Quarzsande und Quarzmehle in Deutschland. In den folgenden Jahren veräußerte die heutige Euroquarz (damalige Westdeutsche Quarzwerke Dr. Müller GmbH) ihre Anteile an Sigrano an die Sibelco und übernahm im Gegenzug den Vertrieb der Quarzprodukte der Sibelco in Deutschland.
Am 8. Juli 1991 wurde die Quarzwerke Ottendorf-Okrilla GmbH in der Gemeinde Laußnitz nördlich von Dresden von den Westdeutschen Quarzwerken gegründet. Dort werden seit 1993 getrocknete Quarzkörnungen im Bereich 0–16 mm aufbereitet und Trockenmörtel produziert. Seit 1996 betreiben die Westdeutschen Quarzwerke in Hünxe bei Wesel eine Anlage zur Herstellung von Colorquarz unter der Firma WST Quarz GmbH.
Am 10. Oktober 2000 haben die Westdeutschen Quarzwerke und zugleich die ostdeutschen Quarzwerke Ottendorf-Okrilla einheitlich in Euroquarz GmbH umfirmiert.
Zum 1. Januar 2010 übernahm die Lübecker Possehl-Gruppe über ihren Geschäftsbereich Bauleistungen (Possehl Spezialbau-Gruppe) alle Firmenanteile an der Euroquarz GmbH, einschließlich deren Tochtergesellschaften. Die EUROQUARZ-Gruppe ist tätig an den Hauptstandorten Dorsten (NRW), Laußnitz/Ottendorf-Okrilla (Sachsen), Essen und Hünxe (NRW). Euroquarz wird innerhalb des Geschäftsbereiches Bauleistungen als eigenständige Sparte geführt. Seit dem 1. Januar 2015 ist die Euroquarz-Tochtergesellschaft WST Quarz GmbH aus organisatorischen Gründen innerhalb der Possehl Spezialbau-Gruppe in eine andere Beteiligungsgesellschaft integriert worden.

## Tochterunternehmen
- Euroquarz GmbH, Laußnitz (100 %)
- Pagel Spezial-Beton GmbH & Co. KG, Essen (74 %)
- Gremmler Bauchemie GmbH, Hünxe (50 %)